# Apfeltrach
Apfeltrach – miejscowość i gmina w Niemczech, w kraju związkowym Bawaria, w rejencji Szwabia, w regionie Donau-Iller, w powiecie Unterallgäu, wchodzi w skład wspólnoty administracyjnej Dirlewang. Leży w Szwabii, około 3 km na południe od Mindelheimu, nad rzeką Mindel, przy autostradzie A96 i drodze B16.

## Demografia
| Rok  | Liczba mieszk. |
| ---- | -------------- |
| 1970 | 781            |
| 1987 | 842            |
| 2000 | 926            |

## Polityka
Wójtem gminy jest Karl Steidele (Dorfgemeinschaft), rada gminy składa się z 8 osób.
|      | Dorfgemeinschaft | WG Saulengrain | Bürgerblock Köngetried | Razem |
| 2008 | 5                | 1              | 2                      | 8     |
| 2002 | 4                | 1              | 3                      | 8     |